# Zegel van Pittsburgh
Het zegel van Pittsburgh werd in 1925 door de stad Pittsburgh aangenomen, het is gebaseerd op het wapen dat in 1816 werd aangenomen. Het wapen van 1816 is gebaseerd op het wapen van William Pitt, diens motto Benigno Numine is sinds 1950 in het zegel opgenomen. De geschakeerde dwarsbalk en de bezanten komen van het wapen van het familiewapen van de Pitts. De dwarsbalk komt van het wapen van Chatham, het gebied waar de Pitts vandaan komen. De kleuren van de dwarsbalk van dat wapen zijn echter anders: die was rood met goud. Het wapen komt ook terug op de vlag van Pittsburgh.

## Blazoenering
De blazoenering van het wapen luidt als volgt:
On a field Sable, a fess chequay Argent et Azure, between three bezants bearing eagles rising with wings displayed and inverted Or. For crest, Sable a triple-towered castle masoned Argent.

(Op een veld van Sabel een Zilver-azuur geschakeerde dwarsbalk, drie gouden bezanten met adelaars staande 2 en 1. Gekroond met een kasteel van sabel bestaande uit drie torens en gevoegd van zilver)
Bij het grootzegel staat er nog een rand omheen met daarin geschreven: THE SEAL OF THE CITY OF PITTSBURGH en in de onderste helft: 1816 – BENIGNO NUMINE. Dat laatste vertaalt zich uit het Latijn als Met de Welwillende Godheid.